# Mokřad u Borského rybníka
Mokřad u Borského rybníka je přírodní památka v okrese Český Krumlov. Nachází se v Křemžské kotlině, na severním břehu Borského rybníka, jeden kilometr východně od Křemže. Je součástí chráněné krajinné oblasti Blanský les.
Předmětem ochrany je mokřadní vegetace v příbřežní zóně rybníka s výskytem vzácných a chráněných druhů rostlin, zejména orchidejí. Složení flóry této lokality je ovlivněno geologickým podložím, v němž se uplatňují serpentinity a amfibolity. Velkou část plochy rezervace zaujímají rákosiny a vlhké nekosené louky. K nejcennějším druhům tohoto území patří prstnatec májový (Dactylorhiza majalis) a prstnatec pleťový (Dactylorhiza incarnata). K vzácným druhům patří také ostřice příbuzná. Dalšími zde rostoucími druhy rostlin jsou děhel lesní (Angelica sylvestris), blatouch bahenní (Caltha palustris), sítina rozkladitá (Juncus effusus), hrachor luční (Lathyrus pratensis), skřípina lesní (Scirpus sylvaticus), medyněk vlnatý (Holcus lanatus), pcháč bahenní (Cirsium palustre), vrbina obecná (Lysimachia vulgaris), olešník kmínolistý (Selinum carvifolia), přeslička bahenní (Equisetum palustre), krvavec toten (Sanguisorba officinalis), ostřice trsnatá (Carex cespitosa), bezkolenec (Molinia), suchopýr úzkolistý (Eriophorum angustifolium), chrpa luční (Centaurea jacea) aj.